# The Rolling Stones (álbum)
The Rolling Stones é o álbum de estreia da banda de rock inglesa homônima, lançado pela Decca Records no Reino Unido em 16 de abril de 1964.
A edição americana do LP, ligeiramente diferentes no que diz respeito às faixas, foi lançada pela London Records, em 30 de maio de 1964, sob o título de England's Newest Hit Makers. Foi produzido por Andrew Oldham e Eric Easton.
The Rolling Stones se tornou um dos maiores vendedores de 1964 no Reino Unido, sendo o disco mais vendido do país por 12 semanas consecutivas, enquanto England's Newest Hitmakers alcançou # 11 nos Estados Unidos, sendo disco de ouro.

## História
A jovem e promissora banda de blues e rhythm and blues tocava em clubes da noite londrina quando foi descoberta e assinou contrato com o empresário Andrew "Loog" Oldham. Ele estava ciente da febre rock and Roll capitaneada pelo enorme sucesso de The Beatles, viu o potencial dos músicos e viria a ser decisivo para que eles logo alcançassem grande sucesso. O jovem empresário tirou Ian Stewart da formação oficial, por considerar ele pouco fotogênico e que seis músicos seria um excesso. Oldham então buscou um contrato da banda com a gravadora Decca Records, a qual, meses antes, havia ficado famosa ao esnobar The Beatles, considerando o Rock and Roll, um ritmo decadente e sem futuro comercial. Os executivos da Decca, arrependidíssimos pela oportunidade desperdiçada, logo contrataram a jovem banda para gravação e produção de músicas e discos.
Na sequência, os Stones gravaram dois  Rocks, os quais serviam como testes da viabilidade comercial da banda. O primeiro, Come On, teve pouca repercussão. A ajuda veio então da já famosa dupla de compositores John Lennon e Paul MacCartney, os quais acabaram de conhecer os então desconhecidos Stones e, para ajudá-los, compuseram no mesmo dia a música "I Wanna Be Your Man",  a qual foi gravada e lançada como o segundo Single dos Stones, agora fazendo razoável sucesso, o que convenceu a gravadora em investir em um álbum completo, o primeiro álbum da promissora banda. Jagger e Richards ainda não compunham na época, por isso, o repertório escolhido foi composto de versões de rocks, blues e Rythm and blues americanos que os músicos já tocavam em seus shows no Crawdaddy Club.
Gravado no 'Regent Sound Studios'  em Londres, ao longo de cinco dias em janeiro e fevereiro de 1964,  o álbum, como afirmou Keith Richards em 2003: "...refletia o que costumávamos tocar no Crawdaddy - uma dieta regular de Jimmy Reed, Bo Diddley, Muddy Waters, com alguma coisa de Slim Harpo. O disco era o melhor do set! Nós o gravamos em um quarto cheio de caixas de ovos, usando um Revox de dois canais. O único profissionalismo que tinha era que o gravador ficava pendurado na parede; ao invés de estar em uma mesa... A gente sentava e dizia ‘Tá legal’ ou ‘Pára, Vamos fazer de novo’. Para fazer os overdubs, você tinha que fazer o que eles chamavam de ping pong entre as faixas, o que não era muito legal; perdia-se muito a qualidade de som".
A maioria das faixas reflete o amor da banda pelo R&B. Mick Jagger e Keith Richards (cujo nome profissional até 1978, omitiu o "S" em seu sobrenome) compuseram pouco para o disco e durante o início de 1964, com apenas uma composição original no álbum: "Tell Me (You're Coming Back)". Duas faixas são creditadas a "Nanker Phelge" - um pseudônimo que a banda utilizou para as composições de grupo entre 1963-1965. Phil Spector e Gene Pitney contribuíram muito para as sessões de gravação e são referidos como "Uncle Phil and Uncle Gene" no subtítulo da instrumental de Nanker Phelge "Now I've Got a Witness".
Produzido pelo ex-gestores Andrew Loog Oldham e Eric Easton e tendo Bill Farley como engenheiro de som, o álbum foi batizado simplesmente de The Rolling Stones. A capa da edição do Reino Unido não tem qualquer título ou identificação da banda, apenas a foto tirada por Nicholas Wright com o logotipo da Decca - um "desconhecido" conceito de projeto idealizado pelo gerente da banda Andrew Oldham.
Após seu lançamento, o álbum The Rolling Stones se tornou um dos maiores vendedores de 1964 no Reino Unido, ficando em # 1 por 12 semanas.

## Citações
| Críticas profissionais                                                      | Críticas profissionais |
| Avaliações da crítica                                                       | Avaliações da crítica  |
| Fonte                                                                       | Avaliação              |
| --------------------------------------------------------------------------- | ---------------------- |
| allmusic                                                                    | [ 3 ]                  |
| Esta tabela precisa de ser acompanhada por texto em prosa. Consulte o guia. |                        |

Sobre o álbum Bill Wyman disse em 1982: "No primeiro álbum, gravamos tudo em mono. A banda tinha que gravar mais ao menos como que ao vivo no estúdio então, o que está lá é mais ou menos o nosso ato, o que tocávamos nos clubes. É simplesmente nosso show que fazíamos no palco gravado em um take".
Brian Jones disse em 1964: "Estou maravilhado com o LP. Não esperava muito dele. Eu sei o que você espera de um artista que fala sobre o seu próprio álbum, porém tentei ouvi-lo imparcialmente. Espero que as pessoas o aceitem como um bom LP dos Rolling Stones, um bom disco de R&B... É muito bom. Isto não é somente do meu ponto de vista, e sim porque reflete os Rolling Stones, o que tínhamos a intenção de fazer".
No mesmo ano Charlie Watts afirmou: "Eu gosto do som dele. Não acho que minha contribuição tenha sido fantástica, mas o LP tem o nosso som".
Jagger disse: "É o tipo de coisas que gostamos de tocar. Acho que os reais fãs de R&B saberão o que estamos fazendo e até os outros também. Tentamos conseguir o tipo de som que gostamos e acho que conseguimos". E sobre "Not Fade Away" ele disse: "Eu acho que sugeri para que a gravássemos. Eu a mencionei quando estávamos pensando sobre o novo single. Bem, nós todos deixamos a ideia meio de lado e no fim achamos que seria uma boa ideia - pois tem uma boa melodia - e isso ajuda bastante comercialmente falando".
Sobre a inclusão de "Little By Little", Andrew Oldham disse: "Depois de termos feito "Not Fade Away", Phil (Spector) e Mick desapareceram. Ninguém notou que eles tinham saído até que em cinco minutos eles voltaram, parecendo felizes. Eles se sentaram, disse para que ficássemos quietos e tocaram a música que tinham acabado de escrever no corredor. Era muito boa, então decidimos usá-la como lado B. Mick pegou a gaita, Phil as maracas; Gene Pitney e o roadie dos Stones, Ian Stewart, sentaram-se no mesmo piano. Foi uma cena fantástica!"

### Faixas
| Lado A |                                                                             |         |  |
| N.º    | Título                                                                      | Duração |  |
| 1.     | ""Route 66 " (Bobby Troup)"                                                 | 2:20    |  |
| 2.     | ""I Just Want to Make Love to You" (Willie Dixon)"                          | 2:17    |  |
| 3.     | ""Honest I Do" (Jimmy Reed)"                                                | 2:09    |  |
| 4.     | ""Mona (I Need You Baby)" (Ellas McDaniel)"                                 | 3:33    |  |
| 5.     | ""Now I've Got A Witness (Like Uncle Phil And Uncle Gene)" (Nanker Phelge)" | 2:32    |  |
| 6.     | ""Little by Little" (Nanker Phelge/Phil Spector)"                           | 2:39    |  |

| Lado B |                                                                     |         |  |
| N.º    | Título                                                              | Duração |  |
| 7.     | ""I'm a King Bee" (Slim Harpo)"                                     | 2:35    |  |
| 8.     | ""Carol" (Chuck Berry)"                                             | 2:33    |  |
| 9.     | ""Tell Me (You're Coming Back)" (Mick Jagger/Keith Richards)"       | 4:05    |  |
| 10.    | ""Can I Get a Witness" (Brian Holland/Lamont Dozier/Eddie Holland)" | 2:55    |  |
| 11.    | ""You Can Make It If You Try" (Ted Jarrett)"                        | 2:01    |  |
| 12.    | ""Walking the Dog" (Rufus Thomas)"                                  | 3:10    |  |

## England's Newest Hit Makers
Enquanto a Decca Records era a distribuidora das músicas gravadas pela banda no Reino Unido, o que incluía a escolha dos formatos de álbum e as gravações que os compunham, nos Estados Unidos, a distribuição das músicas, com as mesmas prerrogativas sobre a compilação e formato dos álbuns, ficou a cargo da London Records. Essa distinção entre as distribuidoras em cada país ocasionou diferenças entre a discografia da banda nos Estados Unidos e no Reino Unido.
No Reino Unido, por exemplo, os Extended Play's, álbum de formato médio, faziam sucesso e várias músicas foram vendidas assim, enquanto a London Records não utilizava esse formato pra vendas. E havia os singles, pequenos álbuns onde cabiam de duas a quatro canções apenas, e onde eram compiladas músicas na qual se via grande possibilidade de sucesso individual, um provával  Hit. Acontece que, no Reino Unido, músicas que eram vendidas em Single ficavam de fora dos LP's, enquanto nos Estados Unidos, músicas escolhidas pra singles geralmente eram mantidas nos LP's. Uma terceira diferença ocasionada pela diversidade de distribuidoras e a independência no trabalho entre elas gerou discografias diferentes pra cada país, com uma quantidade diferente de álbuns, títulos diferentes com fotos de capa diferentes e, mesmo quando se tratava do mesmo álbum, o repertório podia variar de uma país para outro.
Por isso que o álbum  The Rolling Stones foi lançado nos Estados Unidos com o nome de   England's Newest Hit Makers,  o qual foi escrito na capa, modificando o conceito idealizado originalmente por Andrew Oldham,  e ainda com a faixa "Not Fade Away" (lado A, terceiro single do Reino Unido), substituindo "Mona (I Need You Baby)".
England's Newest Hit Makers alcançou # 11 nos Estados Unidos, sendo disco de ouro. Em agosto de 2002, England's Newest Hit Makers foi relançado em CD remasterizado, enquanto o seu homólogo britânico mantém-se fora de catálogo desde 1987.

### Faixas
| Lado A |                                                                             |         |  |
| N.º    | Título                                                                      | Duração |  |
| 1.     | ""Not Fade Away" (Norman Petty/Charles Hardin)"                             | 1:48    |  |
| 2.     | ""Route 66 " (Bobby Troup)"                                                 | 2:20    |  |
| 3.     | ""I Just Want to Make Love to You" (Willie Dixon)"                          | 2:17    |  |
| 4.     | ""Honest I Do" (Jimmy Reed)"                                                | 2:09    |  |
| 5.     | ""Now I've Got A Witness (Like Uncle Phil And Uncle Gene)" (Nanker Phelge)" | 2:32    |  |
| 6.     | ""Little by Little" (Nanker Phelge/Phil Spector)"                           | 2:39    |  |

| Lado B |                                                                     |         |  |
| N.º    | Título                                                              | Duração |  |
| 7.     | ""I'm a King Bee" (Slim Harpo)"                                     | 2:35    |  |
| 8.     | ""Carol" (Chuck Berry)"                                             | 2:33    |  |
| 9.     | ""Tell Me (You're Coming Back)" (Mick Jagger/Keith Richards"        | 4:05    |  |
| 10.    | ""Can I Get a Witness" (Brian Holland/Lamont Dozier/Eddie Holland)" | 2:55    |  |
| 11.    | ""You Can Make It If You Try" (Ted Jarrett)""                       | 2:01    |  |
| 12.    | ""Walking the Dog" (Rufus Thomas)"                                  | 3:10    |  |

## Pessoal
The Rolling Stones
- Mick Jagger - vocal,gaita e percussão
- Brian Jones - guitarra, gaita, vocal e percussão
- Keith Richards - guitarra e vocal
- Charlie Watts - bateria e percussão
- Bill Wyman - baixo e vocais

Músicos adicionais
- Gene Pitney – piano em "Little by Little"
- Phil Spector – maracas em "Little by Little"
- Ian Stewart - órgão e piano

## Posição nas paradas musicais
| Parada (1964–1965)                      | Melhor posição |
| --------------------------------------- | -------------- |
| Austrália (Kent Music Report)           | 1              |
| Finlândia (The Official Finnish Charts) | 2              |
| Alemanha (Offizielle Deutsche Charts)   | 2              |
| Reino Unido (UK Albums Chart)           | 1              |
| Estados Unidos (Billboard 200)          | 11             |

| Parada (2024)                      | Melhor posição |
| ---------------------------------- | -------------- |
| Croácia (HDU International Albums) | 23             |
| Grécia (IFPI)                      | 64             |

## Certificações
| Região                                              | Certificação | Vendas   |
| --------------------------------------------------- | ------------ | -------- |
| Canadá (Music Canada)                               | Platina      | 150 000^ |
| Estados Unidos (RIAA)                               | Ouro         | 500,000^ |
| ^números de vendas baseados somente na certificação |              |          |